# Liste der Baudenkmäler in Meinheim
Auf dieser Seite sind die Baudenkmäler in der mittelfränkischen Gemeinde Meinheim zusammengestellt. Diese Tabelle ist eine Teilliste der Liste der Baudenkmäler in Bayern. Grundlage ist die Bayerische Denkmalliste, die auf Basis des Bayerischen Denkmalschutzgesetzes vom 1. Oktober 1973 erstmals erstellt wurde und seither durch das Bayerische Landesamt für Denkmalpflege geführt wird. Die folgenden Angaben ersetzen nicht die rechtsverbindliche Auskunft der Denkmalschutzbehörde.
 Diese Liste gibt den Fortschreibungsstand vom 10. Februar 2015 und enthält 23 Baudenkmäler.

## Ensemble

### Ensemble Ortskern Meinheim
Meinheim (Lage) ist ein Pfarrdorf, das an einem in die Altmühl eintretenden Bach angelegt wurde und sich im späten Mittelalter zum Bachangerdorf entwickelt hat. Im erstmals im 12. Jahrhundert erwähnten Dorf wurde 1526 die Reformation eingeführt, nach den Zerstörungen des Dreißigjährigen Krieges wurden leerstehende Höfe von Exulanten besiedelt. Das Bachangerdorf erstreckt sich als Straßendorf zu beiden Seiten des offen fließenden, 1962 gefassten Bachlaufes. Das Dorfbild bäuerlichen Charakters bestimmen die zu beiden Seiten des Baches aufgereihten Höfe in Dreiseit- und Hakenform. Die älteren Bauernhäuser des 18./19. Jahrhunderts sind meist noch erdgeschossige, die jüngeren seit dem Ende des 19. Jahrhunderts zweigeschossige, überwiegend giebelständig zum Bachlauf orientierte Satteldachbauten. Die Pfarrkirche mit ihrem spätgotischen Spitzhelmturm im Osten ist so am geschwungen ost-westlich fließenden Bach postiert, dass sie sowohl das Ortsbild beherrscht als auch in die Landschaft wirkt. Aktennummer: E-5-77-150-1.

## Baudenkmäler nach Gemeindeteilen

### Meinheim
| Lage                                                            | Objekt                                              | Beschreibung | Akten-Nr.     | Bild                                               |
| --------------------------------------------------------------- | --------------------------------------------------- | --- | ------------- | -------------------------------------------------- |
| Gänsfeld, unter einer Linde an der Staatsstraße 2230 (Standort) | Kreuzstein                                          | Rest eines Steinkreuzes, mittelalterlich | D-5-77-150-22 | weitere Bilder                                     |
| Hauptstraße 7 a (Standort)                                      | Wohnhaus, Kleinhaus                                 | Eingeschossiger Satteldachbau in Ecklage, bezeichnet „1886“ | D-5-77-150-1  | BW                                                 |
| Hauptstraße 14 (Standort)                                       | Bauernhaus                                          | Zweigeschossiger traufständiger Satteldachbau, Fachwerk verputzt, 18. Jahrhundert | D-5-77-150-2  | BW                                                 |
| Hauptstraße 15 (Standort)                                       | Ehemaliger Brauereigasthof                          | Zweigeschossiger giebelständiger Satteldachbau, mit rustizierten Ecklisenen, mit Vortreppe, 18. Jahrhundert Scheune, Satteldachbau, Natursteinmauerwerk, bezeichnet „1784“                         | D-5-77-150-3  | BW                                                 |
| Hauptstraße 18, 18 a (Standort)                                 | Bauernhaus eines Dreiseithofes, ehemaliger Meierhof | Zweigeschossiger giebelständiger Satteldachbau mit rustizierten Ecklisenen, zweite Hälfte 18. Jahrhundert, erneuert 1873, mit eisernem Hofzaun, 19. Jahrhundert                                    | D-5-77-150-4  | BW                                                 |
| Nähe Römerstraße, Römerstraße 2 (Standort)                      | Scheune                                             | Satteldachbau mit fachwerksichtigem Giebel, wohl 18. Jahrhundert | D-5-77-150-6  | BW                                                 |
| Römerstraße 21 (Standort)                                       | Austragshaus eines ehemals Dreiseithofes            | Eingeschossiger Satteldachbau, 1903 | D-5-77-150-7  | BW                                                 |
| Römerstraße 28 (Standort)                                       | Bauernhaus                                          | Zweigeschossiger traufständiger Satteldachbau, bezeichnet „1914“ | D-5-77-150-21 | BW                                                 |
| Wunibaldstraße 1 (Standort)                                     | Evangelisch-lutherische Pfarrkirche Sankt Wunibald  | Chorturmkirche, Turm und Sakristei frühes 15. Jahrhundert, Langhaus im Kern 13./14. Jahrhundert, im 18. Jahrhundert umgebaut, Spitzhelm des Turms mit buntglasierten Ziegeln 1840, mit Ausstattung | D-5-77-150-8  | Evangelisch-lutherische Pfarrkirche Sankt Wunibald |
| Wunibaldstraße 1 (Standort)                                     | Eingangspfeiler als Reste der Kirchhofmauer         | Sandsteinquader, erste Hälfte 19. Jahrhundert | D-5-77-150-8  | BW                                                 |
| Wunibaldstraße 3 (Standort)                                     | Ehemalige Pfarrscheune                              | Eingeschossiger Satteldachbau mit Fachwerkgiebeln, Erdgeschoss aus Sand- und Bruchsteinmauerwerk, dendrochronologisch datiert 1743                                                                 | D-5-77-150-36 | BW                                                 |

### Blosenmühle (obere)
| Lage                         | Objekt                       | Beschreibung                                                                              | Akten-Nr.    | Bild |
| ---------------------------- | ---------------------------- | ----------------------------------------------------------------------------------------- | ------------ | ---- |
| Obere Bloßenmühle (Standort) | Ehemalige Mühle, Wohngebäude | Zweigeschossiger Satteldachbau mit Zwerchhaus, mit Walmdachanbau, im Kern 18. Jahrhundert | D-5-77-150-9 | BW   |

### Kurzenaltheim
| Lage                              | Objekt                                                          | Beschreibung | Akten-Nr.     | Bild |
| --------------------------------- | --------------------------------------------------------------- | --- | ------------- | ---- |
| Kurzenaltheim 16 (Standort)       | Ehemalige Ortsmühle                                             | Zweigeschossiger Satteldachbau, verputzt, mit eingeschossigem Anbau, zweite Hälfte 19. Jahrhundert | D-5-77-150-20 | BW   |
| Kurzenaltheim 35, 35 a (Standort) | Ehemaliger Pfarrhof, Pfarrhaus, Geburtshaus von Emil von Riedel | Zweigeschossiges Gebäude mit Zeltdach, 1831 | D-5-77-150-11 | BW   |
| Kurzenaltheim 36 (Standort)       | Ehemalige Pfarrscheune                                          | Massives Gebäude mit Halbwalmdach, 1775 | D-5-77-150-17 | BW   |
| Kurzenaltheim 41 (Standort)       | Evangelisch-lutherische Filialkirche Sankt Margaretha           | Chorturmkirche, Turm 15. Jahrhundert, Obergeschoss 1841, Langhaus spätmittelalterlich, wohl im 18. Jahrhundert verbreitert, nochmaliger Umbau 1847, mit Grabsteinen des 18./19. Jahrhunderts, mit Ausstattung. Kirchhofmauer mit Tor, bezeichnet „1860“ | D-5-77-150-10 | BW   |

### Oberweiler
| Lage                    | Objekt                                   | Beschreibung | Akten-Nr.     | Bild |
| ----------------------- | ---------------------------------------- | --- | ------------- | ---- |
| Oberweiler 1 (Standort) | Wohnstallhaus eines ehemaligen Meierhofs | Eingeschossiger traufständiger Satteldachbau, um 1900, mit älterem Kern, Scheune, massiver Satteldachbau, wohl gleichzeitig | D-5-77-150-16 | BW   |

### Papiermühle
| Lage                             | Objekt                                         | Beschreibung                                                                                 | Akten-Nr.     | Bild                            |
| -------------------------------- | ---------------------------------------------- | -------------------------------------------------------------------------------------------- | ------------- | ------------------------------- |
| Wolfsbronn 21, 21 1/2 (Standort) | Ehemalige Papiermühle, Mühlhaus                | Zweigeschossiger Mansarddachbau, Obergeschoss Fachwerk, 1736, mit Anbau mit Pultdach         | D-5-77-150-12 | Ehemalige Papiermühle, Mühlhaus |
| Wolfsbronn 21, 21 1/2 (Standort) | Ehemalige Papiermühle, ehemaliges Nebengebäude | Eingeschossiger Satteldachbau, frühes 19. Jahrhundert, 1920 zum Wohnhaus ausgebaut           | D-5-77-150-12 | BW                              |
| Wolfsbronn 21, 21 1/2 (Standort) | Ehemalige Papiermühle, Scheune                 | Massiver Satteldachbau, 18. Jahrhundert Backhäuschen, kleiner Satteldachbau, 18. Jahrhundert | D-5-77-150-12 | BW                              |
| Wolfsbronn 21, 21 1/2 (Standort) | Ehemalige Papiermühle, Mühlgraben              | 18. Jahrhundert                                                                              | D-5-77-150-12 | BW                              |

### Wolfsbronn
| Lage                     | Objekt      | Beschreibung                                                                   | Akten-Nr.     | Bild        |
| ------------------------ | ----------- | ------------------------------------------------------------------------------ | ------------- | ----------- |
| In Wolfsbronn (Standort) | Glockenturm | Fachwerkgerüst mit Glocke, mit flachem Zeltdach, Wetterfahne bezeichnet „1912“ | D-5-77-150-19 | Glockenturm |

## Ehemalige Baudenkmäler
In diesem Abschnitt sind Objekte aufgeführt, die früher einmal in der Denkmalliste eingetragen waren, jetzt aber nicht mehr. Objekte, die in anderem Zusammenhang also z. B. als Teil eines Baudenkmals weiter eingetragen sind, sollen hier nicht aufgeführt werden. Aktennummern in diesem Abschnitt sind ehemalige, jetzt nicht mehr gültige Aktennummern.

| Lage                                         | Objekt           | Beschreibung                          | Akten-Nr.     | Bild |
| -------------------------------------------- | ---------------- | ------------------------------------- | ------------- | ---- |
| Papiermühle Wolfsbronn 21, 21 1/2 (Standort) | Kleines Wohnhaus | Erdgeschossig, frühes 19. Jahrhundert | D-5-77-150-13 | BW   |

## Abgegangene Baudenkmäler
In diesem Abschnitt sind Objekte aufgeführt, die früher einmal in der Denkmalliste eingetragen waren, jetzt aber nicht mehr existieren, z. B. weil sie abgebrochen wurden. Aktennummern in diesem Abschnitt sind ehemalige, jetzt nicht mehr gültige Aktennummern.

| Lage                               | Objekt        | Beschreibung | Akten-Nr.     | Bild          |
| ---------------------------------- | ------------- | --- | ------------- | ------------- |
| Wolfsbronn Wolfsbronn 9 (Standort) | Wohnstallhaus | eingeschossiger giebelständiger Satteldachbau, um 1900; Einfriedung mit Pfeilern und Eisengitterzaun, wohl gleichzeitig | D-5-77-150-18 | Wohnstallhaus |